# أنطوان لونغودي
أنطوان لونغودي (مواليد 22 أغسطس 1962) هو ملاكم من جمهورية أفريقيا الوسطى، مثّل بلاده في الألعاب الأولمبية الصيفية 1984.

## روابط خارجية
أنطوان لونغودي على موقع بوكس ريك (الإنجليزية) (registration required)
- أنطوان لونغودي على موقع أوليمبيديا (الإنجليزية)